# Demetrius của Phalerum

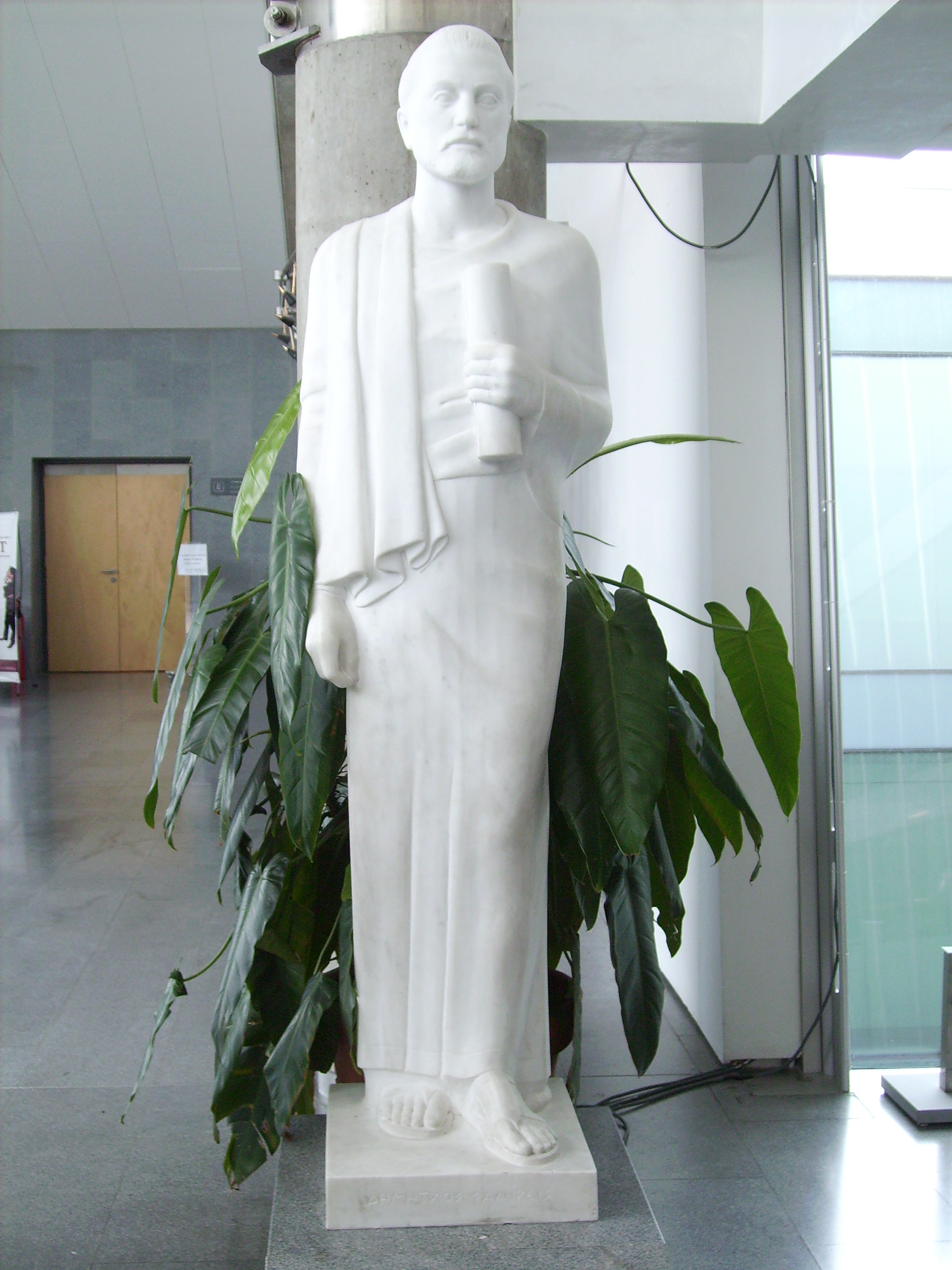
Tượng Demetrius ở lối vào Bibliotheca Alexandrina

Demetrius của Phalerum (cũng là Demetrius của Phaleron hoặc Demetrius Phalereus; tiếng Hy Lạp cổ: Δημήτριος ὁ Φαληρεύς; khoảng  350 - c. 280 TCN ) là một nhà hùng biện người Athens gốc từ Phalerum, một sinh viên của Theophrastus, và có lẽ của Aristotle, và là một trong những người Peripatetic đầu tiên. Demetrius là một chính khách kiệt xuất, được nhà vua người Macedonia, Cassander, bổ nhiệm để cai trị Athens, nơi ông cai trị trong mười năm, đưa ra những cải cách quan trọng của hệ thống pháp luật trong khi duy trì sự cai trị ủng hộ Cassander. Ông bị kẻ thù đưa đi đày vào năm 307 TCN, và trước tiên ông đến Thebes, và sau đó, sau năm 297 TCN, đến tòa án Alexandria. Ông đã viết nhiều về các chủ đề của lịch sử, hùng biện và phê bình văn học. Không được nhầm lẫn ông với cháu trai của chính ông, cũng được gọi là Demetrius của Phaleron, người có lẽ từng là nhiếp chính của Athens trong khoảng thời gian từ 262 đến 255, thay mặt cho Vua Antigonos Gonatas của Macedonia.